# Cosmarium blytti
Cosmarium blytti là một loài Song tinh tảo trong họ Desmidiaceae, thuộc chi Cosmarium.

## Phân loài
- C. blytti var. bipunctatum
- C. blytti var. blytti
- C. blytti var. hoffii
- C. blytti var. novaesylvae